# Gilbert Galvan
Gilbert William Galvan Jr. (nacido c. 1958) es un ladrón de bancos estadounidense. Después de pasar muchos de sus años de adulto en prisión, Galván huyó a Canadá, donde asumió el nombre de Robert Lee Whiteman y comenzó una época de tres años robando bancos y joyerías. Los medios de comunicación lo apodaron el Bandido Volador y el Bandido Fantasma. Las hazañas de Galván fueron el tema de una novela de crímenes reales de 1996 de Robert Knuckle, que se adaptó a la película Bandit de 2022.

## Biografía
En Estados Unidos, Galván había desfalcado a Western Union. En 1984, escapó de la prisión en Míchigan y huyó a Pembroke, Ontario, donde tomó un nuevo nombre, Robert Lee Whiteman, y afirmó ser un vendedor de computadoras. Comenzó a robar bancos en 1984.
El método de Galván era disfrazarse, llevar un arma (que no disparó nunca durante ninguno de los robos) y pasarle una nota a un cajero. Galván alquilaba aviones para viajar a una terminal principal, donde se transferiría a un vuelo de Air Canada. Con este método, su equipaje era trasladado al vuelo de conexión sin pasar por seguridad, lo que le permitió transportar las armas que usaría en sus robos. En algunos de sus robos a joyerías, Galván tuvo un cómplice.
Galván robó bancos en todas las provincias canadienses excepto en la Isla del Príncipe Eduardo y Terranova. Sus ganancias oscilaron entre 600 dólares en efectivo en su primer robo y 1.2 millones de dólares en joyas. Sus robos totalizaron 251,333 dólares en efectivo y más de 2 millones en joyas. Galván fue apodado el Bandido Volador por los medios canadienses durante su ola de crímenes robando bancos y joyerías.
Cuando Galván y un cómplice robaron 1.2 millones en joyas en Vancouver dejaron una arma que la policía rastreó hasta un allanamiento en Ottawa.
Una investigación a largo plazo realizada por la policía sobre bienes robados en el área de Ottawa encontró a un hombre llamado Robert Whiteman que trataba con joyas. La policía determinó que Whiteman no tenía número de seguro social ni certificado de nacimiento, pero encontró un rastro de recibos de tarjetas de crédito a ese nombre. La comparación de recibos de tarjetas de crédito y recibos de aerolíneas llevó a la policía a vigilar la residencia de Whiteman en Pembroke, donde reunieron suficiente evidencia para acusarlo.
Cuando fue arrestado en 1987, Galván dijo que había planeado confesárselo a su esposa y mudarse con ella a las Islas Turcas y Caicos.
Galván se declaró culpable de 59 robos a mano armada en Canadá, además de 17 cargos relacionados. En 1988, Galván fue condenado a 20 años. Fue deportado de Canadá a una prisión en Wisconsin en 1994 y puesto en libertad en 1998. Después de su liberación, robó un banco en McHenry, Illinois, en diciembre de 2000 y abril de 2001, por lo que fue sentenciado a 15 años. En diciembre de 2014, Galván fue liberado de la custodia federal.
En mayo de 2015, Galván fue arrestado por robo en tiendas minoristas en Barrington, Illinois, y fue sentenciado a 50 días de prisión.
Robert Knuckle publicó The Flying Bandit, Bringing Down Canada's Most Daring Armed Robber en 1996.
En 2005, la serie canadiense de crímenes verdaderos Masterminds (serie de televisión canadiense) presentó las hazañas de Galvan en el episodio 39.
Los crímenes de Galvan fueron ficcionados en la película Bandit de 2022, protagonizada por Josh Duhamel, quien se reunió con Galvan durante el rodaje. Duhamel dijo que Galván le dijo que "quería formar  una familia, y que la única opción en su mente era comenzar a robar bancos".
Galván y su esposa, a quien conoció en Ottawa, se casaron en Hamilton, Bermudas y tuvieron al menos dos hijos.